# 63 до н. е.

## Події
- Кінець правління царя Понтійської держави Мітрідата VI Євпатора.
- Повстання у Фанагорії, Німфеї, Феодосії, Херсонесі, та Пантікапеї проти Понтійського царства.
- Фарнаваз II став 7-м царем Грузії.
- 21 жовтня — Обраний консулом Марк Тулій Цицерон розкрив задум збіднілого патриція Луція Сергія Катиліни, вождя плебсу і молоді, котрий, спираючись на підтримку Цезаря і Красса, планував убити Цицерона і захопити владу в Римі — Змова Катиліни.

## Народились
- 23 вересня — Август, перший римський імператор.

## Померли
- Артак — 6-й Цар Грузії.
- Квінт Цецілій Метелл Пій — давньоримський політик, консул (80 р. до н. е.) і великий понтифік (81 р. до н. е. — 63 р. до н. е.).
- Мітрідат VI Евпатор — останній понтійський цар.
- Публій Корнелій Лентул Сура — політичний діяч Римської республіки, консул 71 до н. е.